# Freistoß

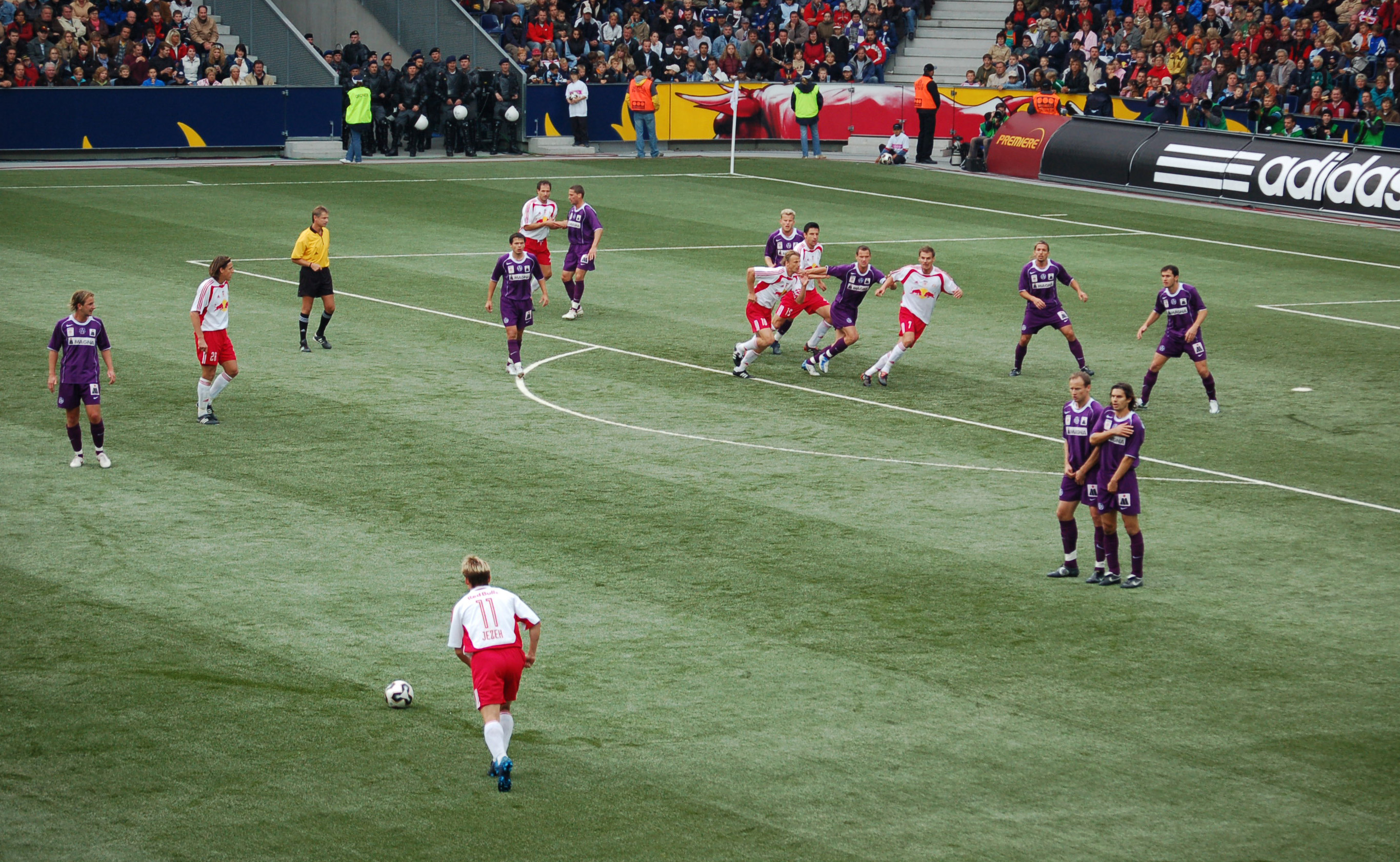
Direkter Freistoß kurz vor der Ausführung

Eine Mannschaft wird beim Fußballspiel vom Schiedsrichter mit einem Freistoß für die gegnerische Mannschaft bestraft, wenn ein Spieler der Mannschaft ein Foul, eine Unsportlichkeit oder einen anderen Regelverstoß begangen hat, soweit das Regelwerk keine andere Spielfortsetzung (Strafstoß, im Einzelfall auch Schiedsrichterball) hierfür vorsieht. Dies gilt auch für bestimmte Regelübertretungen von Vereinsoffiziellen, beispielsweise ein unerlaubtes Betreten des Platzes mit Spieleingriff. Der Schiedsrichter soll auf die Verhängung des Freistoßes verzichten, wenn daraus nach seiner Einschätzung ein Vorteil für die eigentlich freistoßberechtigte Mannschaft entstehen wird. Dies zeigt der Schiedsrichter normalerweise mit beiden erhobenen Händen oder dem Ausruf „Weiter“ an. Tritt der erwartete Vorteil innerhalb einiger Sekunden (als allgemeiner Konsens gilt dabei eine Zeitspanne von drei Sekunden) nicht ein und ist auch keine neue Spielsituation entstanden (z. B. Ball außerhalb des Spielfeldes), so hat ein „verzögerter Pfiff“ zu erfolgen. Der Freistoß wird zu den Standardsituationen beim Fußball gezählt.
Je nach Art des Regelverstoßes entscheidet der Schiedsrichter auf direkten oder indirekten Freistoß. Aus einem direkten darf, im Gegensatz zu einem indirekten Freistoß, ohne weitere Berührung des Balles durch einen weiteren Spieler ein Tor erzielt werden.

## Geschichte
Der Freistoß wurde zusammen mit dem Eckstoß 1866 im Sheffield-Code eingeführt. 1904 führte die FIFA den direkten Freistoß ein. Seit 1913 muss der Freistoßabstand zu der gestellten Mauer mindestens 10 Yards (9,15 m) betragen.

## Vorbereitung und Ausführung
Bevor der Freistoß ausgeführt wird, muss der Ball ruhig am Boden liegen, das heißt, der Freistoß wird mit einem ruhenden Ball ausgeführt. Alle Spieler der verteidigenden Mannschaft müssen sich aus eigenem Antrieb auf einen Abstand von mindestens 9,15 m zum Ball zurückziehen oder sich auf der eigenen Torlinie zwischen den Pfosten befinden. Der Ball ist wieder im Spiel, sobald er vom ausführenden Spieler mit dem Fuß getreten wurde und sich bewegt. Der Spieler, der den Freistoß ausführt, darf den Ball erst wieder berühren, nachdem ein anderer Spieler diesen berührt hat, ansonsten gibt es einen indirekten Freistoß für die gegnerische Mannschaft.
Ein Freistoß darf grundsätzlich sofort – schnell – ausgeführt werden, eine explizite Spielfreigabe durch den Schiedsrichter muss nicht abgewartet werden, ebenso muss der ausführende Spieler nicht abwarten, bis alle gegnerischen Spieler den vorgeschriebenen Abstand eingenommen haben. Dies gilt nicht in folgenden Fällen, hier soll der Schiedsrichter dem Schützen aber mitteilen, dass der Ball gesperrt ist:
- Verwarnung oder Platzverweis für einen oder mehrere Spieler während der Spielunterbrechung

Seit der Regeländerung im Sommer 2019 gilt jedoch, dass ein Freistoß, der ausgeführt wird, bevor der Schiedsrichter den Ball sperren kann und aus dem sich mindestens ein aussichtsreicher Angriff ergibt, nicht abgepfiffen werden soll, um die persönlichen Strafen auszusprechen und anschließend den Freistoß zu wiederholen. In diesem Ausnahmefall kann die persönliche Strafe (Feldverweis oder Verwarnung) in der nächsten Spielunterbrechung ausgesprochen werden.
- Auswechslung eines oder mehrerer Spieler während der Spielunterbrechung
- Behandlung eines oder mehrerer verletzter Spieler auf dem Platz
- Der Schiedsrichter stellt die Mauer auf den vorgeschriebenen Abstand von 9,15 Meter
- Der Schiedsrichter möchte aus taktischen Gründen (z. B. zur Beruhigung der Gemüter) eine sofortige Ausführung nicht zulassen (dies ist nicht explizit für den Freistoß vorgesehen, resultiert aber aus der Generalermächtigung für den Schiedsrichter, das Spiel jederzeit unterbrechen zu dürfen)

Führt ein Spieler in einer dieser Situationen den Freistoß vor der Spielfreigabe (Pfiff) des Schiedsrichters aus, ist dieser Spieler mit einer Gelben Karte zu verwarnen, der Freistoß ist aber zu wiederholen.

### Mauer
Beim Freistoß stellen sich oft Spieler der verteidigenden Mannschaft in einer Linie auf, um einen direkten Schuss auf das eigene Tor zu blockieren. Dies wird als Mauer oder Freistoßmauer bezeichnet. Der Schiedsrichter soll den vorgeschriebenen Abstand der Mauer von 9,15 m zum Ort der Freistoßausführung nur herstellen oder korrigieren, wenn die den Freistoß ausführende Mannschaft (in der Regel der vorgesehene Schütze) dies verlangt (ansonsten hat der Grundsatz der Möglichkeit der schnellen Spielfortsetzung Vorrang) oder eine unmittelbare Spielfortsetzung ohne Freigabe durch Pfiff nicht zulässig ist.
Je näher am eigenen Tor der gegnerische Freistoß ausgeführt wird, umso mehr Spieler beteiligen sich in der Regel an der Mauer. Seit dem Sommer 2019 ist es Spielern der den Freistoß ausführenden Mannschaft vorgeschrieben, zur Mauer einen Mindestabstand von einem Meter einzuhalten. Wird dieser Abstand unterschritten, so ist auf indirekten Freistoß für die gegnerische Mannschaft zu entscheiden. Diese Regelung greift aber erst, wenn die Mauer aus mindestens drei Spielern besteht.
Insbesondere in Süd- und Nordamerika ist es seit einigen Jahren üblich, dass die Schiedsrichter mit einem weißen Sprühschaum, dem – nach einiger Zeit verschwindenden – Freistoßspray, den Ort des Freistoßes und den Abstand der Mauer markieren. 2014 wurde das Spray zum ersten Mal bei einer Fußball-Weltmeisterschaft eingesetzt. Im Herbst 2014 wurde das Spray auch in den deutschen Bundesligen eingeführt.
Seit Ende der 2010er Jahre wird die Mauer zunehmend durch einen flach auf dem Boden liegenden Spieler ergänzt. Dadurch soll verhindert werden, dass beim Hochspringen der Spieler die Mauer mit einem Flachschuss überlistet werden kann. Im Fußballjargon wird der liegende Spieler Bahnschranke genannt.

## Direkter Freistoß
Ein direkter Freistoß kann ohne die Berührung eines weiteren Spielers vom ausführenden Spieler direkt ins gegnerische Tor verwandelt werden. Auf direkten Freistoß ist nur bei einem Foulspiel oder einem regelwidrigen Handspiel zu entscheiden, wenn dieses Vergehen außerhalb des Strafraums der die Regel übertretenden Mannschaft geschieht. Findet eine Regelübertretung, für die auf direkten Freistoß zu erkennen wäre, innerhalb des Strafraums der regelübertretenden Mannschaft statt, so ist stattdessen auf Strafstoß (Elfmeter) zu entscheiden.
Auf direkten Freistoß entscheidet der Schiedsrichter in folgenden Fällen:
- Treten oder der Versuch
- Schlagen oder der Versuch
- Beinstellen oder der Versuch
- Anspucken (-werfen) des Gegners oder der Versuch
- Anspringen
- Rempeln
- Stoßen
- absichtliches Handspiel
- Bedrängen
- Halten

Außerdem müssen folgende Voraussetzungen gegeben sein: Das Vergehen muss am Gegner geschehen (Ausnahme: Handspiel), es muss während des laufenden Spiels geschehen, der Ball muss im Spiel sein und es muss eine Absicht (gefährlicher, rücksichtsloser, fahrlässiger oder unverhältnismäßiger Körpereinsatz) erkennbar sein.

## Indirekter Freistoß
Der indirekte Freistoß wird vom Schiedsrichter mit einem über den Kopf vertikal ausgestreckten Arm signalisiert. Ein Tor kann nur erzielt werden, wenn nach der Ausführung des Freistoßes, das heißt der ersten Bewegung des Balles, ein weiterer Spieler den Ball berührt, bevor er im Tor landet. Erst wenn der Ball von einem anderen Spieler berührt wurde oder nicht mehr im Spiel ist (erneute Regelübertretung einer Mannschaft oder Ball aus dem Spielfeld), darf der Schiedsrichter den Arm wieder senken; sobald sicher ist, dass aus dem Freistoß kein Tor erzielt werden wird, soll der Schiedsrichter den Arm aber schon vorab senken. Wenn der Ball beim indirekten Freistoß „direkt“ ins Tor gelangt, ist das Tor ungültig; das Spiel wird dann mit Abstoß für die verteidigende Mannschaft fortgesetzt. Der indirekte Freistoß kann auch bei Regelverstößen, die innerhalb des Strafraums begangen wurden, gegeben werden; dann gibt es keinen Strafstoß.
Gründe für einen indirekten Freistoß sind unter anderem:
- Abseits
- Verstoß gegen die Rückpassregel
- „gefährliches Spiel“ ohne Gegnerberührung (z. B. mit gestrecktem Bein in den Gegner laufen)
- Behinderung des Laufs des Gegners („sperren“), soweit dabei nicht um den Ball gekämpft wird
- Behinderung des Torwartes, der den Ball aus der Hand freigeben will, gleich in welcher Art
- zweimaliges Spielen des Balles durch denselben Spieler ohne Ballkontakt eines anderen Spielers bei einer Spielfortsetzung
- Vortäuschen eines Vergehens („Schwalbe“)
- Unsportlichkeiten wie Beleidigungen gegnerischer Spieler oder des Schiedsrichters

Müsste der Freistoß innerhalb des gegnerischen Torraums ausgeführt werden, so wird er an dem Punkt auf der zur Torlinie parallel laufenden Torraumlinie ausgeführt, der dem Ort des Fouls am nächsten liegt. Wenn der Freistoß weniger als 9,15 m von der Torlinie entfernt geschossen wird, dürfen die gegnerischen Spieler trotzdem auf der Torlinie stehen.

## Sonstige Bestimmungen
Spricht der Schiedsrichter einer Mannschaft einen Freistoß zu, so haben die gegnerischen Spieler den Ball sofort freizugeben, um eine schnelle Ausführung des Freistoßes zu ermöglichen. Außerdem sind sie verpflichtet, aus eigenem Antrieb den vorgeschriebenen Abstand einzunehmen. Blockiert ein Spieler der verteidigenden Mannschaft den Ball bei diesem Versuch, spricht der Schiedsrichter eine Verwarnung gegen ihn aus.
Die Mannschaft, die den Freistoß ausführen darf, kann den Schiedsrichter auffordern, die Einhaltung des Abstandes durch die gegnerischen Spieler zu erzwingen, woraufhin das Spiel vor der Ausführung des Freistoßes durch den Schiedsrichter mit einem Pfiff freigegeben werden muss.
Der Freistoß wird wiederholt, wenn sich ein Gegenspieler trotz der Aufforderung durch den Schiedsrichter, den Abstand einzuhalten, bei der Ausführung näher als 9,15 m am Ball befindet. Dies ist jedoch irrelevant, wenn der Freistoß schnell ausgeführt wird, die gegnerischen Spieler dabei waren, den Abstand einzunehmen und sich bei noch nicht eingehaltenem Abstand nicht aktiv um den Ball bemühen.
Wenn der ausführende Spieler den Ball nach der Ausführung direkt nochmals berührt, bevor dieser von einem anderen Spieler berührt wurde, wird auf indirekten Freistoß für die gegnerische Mannschaft entschieden.
Geht der Ball nach einem Freistoß direkt in ein Tor, so zählt dies nur im Falle eines direkten Freistoßes ins gegnerische Tor als Torerfolg. In allen vier folgenden Fällen führt die gegnerische Mannschaft anschließend den An-, Ab- beziehungsweise Eckstoß aus:
Direkter Freistoß
- Ball geht direkt ins gegnerische Tor: Tor - Anstoß durch die gegnerische Mannschaft
- Ball geht direkt ins eigene Tor: Eckstoß für die gegnerische Mannschaft

Indirekter Freistoß
- Ball geht direkt ins gegnerische Tor: Abstoß für die gegnerische Mannschaft
- Ball geht direkt ins eigene Tor: Eckstoß für die gegnerische Mannschaft

Für Freistöße braucht (im Gegensatz zu Strafstößen) gegebenenfalls die Spielzeit nicht verlängert zu werden. Falls die Spielzeit einer Halbzeit erreicht ist, ist es dem Schiedsrichter erlaubt, den Halbzeit- oder Schlusspfiff zu setzen.